# Bernd Baumgart
Bernd Baumgart (ur. 3 lipca 1955 w Wittenberdze) – niemiecki wioślarz reprezentujący NRD, złoty medalista olimpijski.

## Kariera
Wystąpił na igrzyskach olimpijskich w Montrealu w 1976, gdzie osada NRD w składzie: Bernd Baumgart, Gottfried Döhn, Werner Klatt, Hans-Joachim Lück, Dieter Wendisch, Roland Kostulski, Ulrich Karnatz, Karl-Heinz Prudöhl i Karl-Heinz Danielowski (sternik) zdobyła złoty medal w ósemkach. W finale o 2,53 sekundy wyprzedzili Wielką Brytanię i o 5,22 sekundy pokonali osadę Nowej Zelandii. Był to jego jedyny start olimpijski.
W 1976 odznaczony Orderem Zasługi dla Ojczyzny.
Po zakończeniu kariery pracował jako nauczyciel wychowania fizycznego.